# Krusau (Fluss)
Die Krusau (dänisch Kruså) ist ein kleiner Fluss in Dänemark und Deutschland, der in einem nach links ausholenden Bogen insgesamt einen nordöstlichen Verlauf nimmt und abschnittsweise auf der deutsch-dänischen Grenze verläuft.

## Name
Der Name Krusau geht der Legende nach auf das lateinische Crux-Owe, zu deutsch Kreuz-Aue, zurück. Die Ableitung Au, dänisch å, wird in Ortsnamen gleichbedeutend mit ‚Bach‘, ‚kleiner Fluss‘ verwendet. Im Kontext der Christianisierung habe Ansgar um die Mitte des 9. Jahrhunderts hier die zum Christentum bekehrten Heiden getauft. Eine alternative Überlieferung leitet den ersten Teil des Namens von dem Begriff Krus, jütisch für Krug ab. Dabei habe es sich um einen Taternpott gehandelt, mit dem das Wasser aus der heiligen Quelle geschöpft wurde, der nur einmal gebraucht wurde und danach zerschlagen werden musste.

## Geographie
Der Fluss entspringt bei Padborg in Dänemark, durchfließt den Niehuuser See in der Gemeinde Harrislee und den Mühlensee (dänisch Møllesøen) in Kruså. Nachdem er einen kleinen dänisch-deutschen Segelboothafen gespeist hat, mündet er an der Schusterkate in Wassersleben in die Flensburger Förde. In unmittelbarer Nähe der Mündung liegt auch der westlichste Punkt der Ostsee. Auf dem obersten und dem untersten Lauf ist er Grenzgewässer zwischen Dänemark und Deutschland. Die Brücke an der Mündung ist ein unbewachter Grenzübergang und führt auf den Gendarmenweg.
Geomorphologisch verläuft die Krusau in einer subglazialen Rinne, die in der Weichsel-Eiszeit durch Erosion des Untergrundes durch abfließendes Schmelzwasser unter dem Gletscher entstand und das Niehuuser Tunneltal bildete.

## Geschichte

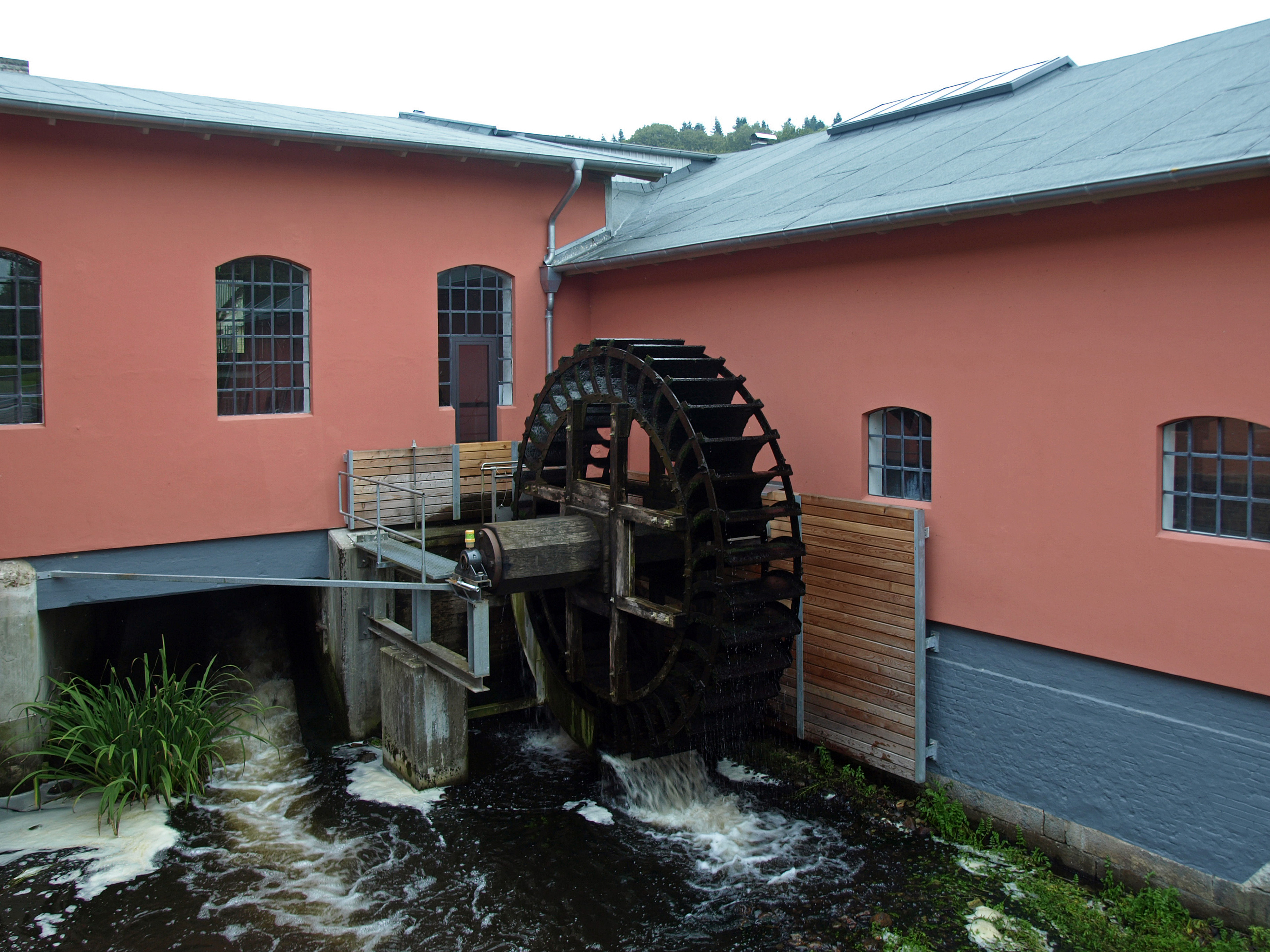
Wasserrad Kupfermühle

Ab dem 17. Jahrhundert trieb die Krusau ein Wasserrad an, das bis 1962 die Crusauer Kupfer- und Messingfabrik im Ort Kupfermühle mit Energie versorgte. Das Wasserrad ist erhalten und wird zeitweise vom örtlichen Museumsverein zur Vorführung in Betrieb genommen.

## Umwelt
Die Krusau ist seit 1967 Teil des Landschaftsschutzgebietes  „Kupfermühle-Niehuus“. In den Jahren 2004 bis 2006 wurden verrohrte Wasserläufe freigelegt und durch die Beseitigung der Verrohrungen ein naturnaher Bachrückbau erreicht. Durch den Bau einer Fischaufstiegsanlage an der Kupfermühle können nunmehr Fische das Gewässer durchwandern. Unter der Landstraße beim Grenzübergang Kupfermühle wurde eine Faunapassage geschaffen.
Der Nährstoffeintrags in die Krusau  soll verringert werden und durch Verzicht auf jegliche Unterhaltungsmaßnahmen soll eine natürliche Fließgewässerdynamik entstehen. Dadurch soll eine weitläufige Auenentwicklung gefördert werden, in deren Folge sich Biotope wie Sümpfe und Riede ausbreiten können. Es sollen auch günstige Lebensräume für die vom Aussterben bedrohte Bauchige Windelschnecke entwickelt werden.

### Fauna
Der Fischotter scheint sporadisch oder sogar regelmäßig vorzukommen. Aus verschiedenen Jahren seit der Unterschutzstellung gibt es Nachweise, dass auch der Eisvogel, der Schwarzspecht, der Neuntöter und die Flussseeschwalbe an der Krusau leben.

### Flora
In der Nähe des Grenzübergangs Teichweg durchfließt die Krusau großflächige Röhrichtbereiche mit eingestreuten Weidengebüschen und Auwaldbereichen. Sie ist hier bereits weitgehend naturnah ausgebildet und weist in Teilen flutende Fließgewässervegetation auf, die in einen angrenzenden Erlen-Eschen-Auwald übergeht.

## Sehenswürdigkeiten und Bauwerke

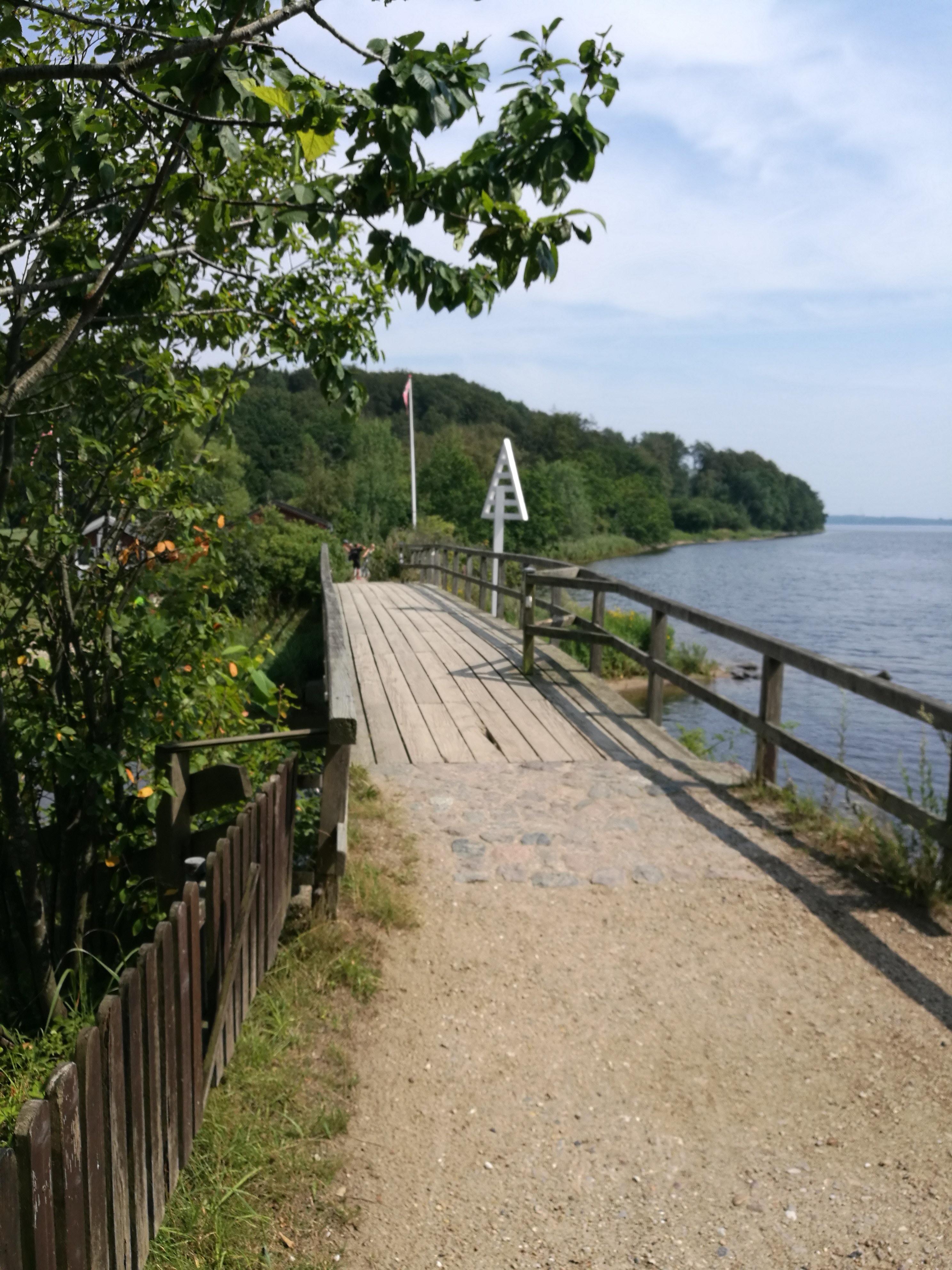
Grenzübergang Schusterkate

Im Ortsteil Kupfermühle stehen mehrere Gebäude der ehemaligen Crusauer Kupfer- und Messingfabrik, deren Hammerwerk durch ein Wasserrad an der Krusau betrieben wurde, sowie ehemalige Arbeiterhäuser. Um 1800 war das Werk die größte Industrieanlage des Herzogtums Schleswig und eine der größten des Dänischen Königreichs, zu dem von 1380 bis 1814 auch Norwegen zählte. Die Geschichte der Fabrik dokumentiert das Industriemuseum Kupfermühle; es bietet einen historischen Rundgang zur Geschichte der Fabrik und des Ortes, eine Sammlung von Exponaten rund um die Kupferverarbeitung, eine Werkstatt im ehemaligen Turbinenhaus mit den zwei Essen, den Maschinen des 19. und 20. Jahrhunderts und dem Zugang zum Wasserrad sowie eine alte Maschinenhalle mit der denkmalgeschützten 700-PS-Dampfmaschine von 1933, eine Modellsammlung von Dampfmaschinen und das rekonstruierte Hammerwerk.

### Grenzübergang Schusterkate
Die Mündung der Krusau überspannt ein Holzsteg, der Grenzübergang Schusterkate, einer der kleinsten Grenzübergänge Europas, der nur zu Fuß genutzt werden kann.
Eine örtliche Informationstafel erinnert an die Ereignisse zur Zeit der Deutschen Besatzung Dänemarks. Rittmeister Hans Mathiesen Lunding beobachtete an der von den dänischen Gendarmen bewachten dänischen Grenze, wie sich das deutsche Militär vor der Grenze zusammenzog, und meldete dies nach Kopenhagen, ohne dass dort diese Nachricht ernst genommen worden wäre. Der kurz danach erfolgte Einmarsch der Deutschen Wehrmacht am 9. April 1940 forderte an der Schusterkate seine ersten Todesopfer, weil drei dänische Gendarmen von zivilen Agenten der Nationalsozialisten erschossen wurden. Während der folgenden Besatzungszeit versahen die Gendarmen zunächst weiterhin ihren Grenzdienst. 1944 wurden im Zuge der Aktion Möwe dänische Polizisten und Grenzgendarmen verhaftet und interniert. Von den 337 Grenzgendarmen kamen 291 in das Lager nach Fröslev. Wenige Wochen später wurden 141 der Gendarmen in das KZ Neuengamme verlegt, 38 von ihnen kamen dort um.